# دهستان انگوت غربی
دهستان انگوت غربی، یکی از دهستان‌های بخش مرکزی شهرستان انگوت در استان اردبیل ایران است. مرکز این دهستان، روستای قره‌آغاج پایین است.

## جمعیت
بر پایه سرشماری عمومی نفوس و مسکن در سال ۱۳۹۵، جمعیت دهستان انگوت غربی برابر با ۴٬۸۵۱ نفر بوده‌است.